# Граљио (Варезе)
Граљио је насеље у Италији у округу Варезе, региону Ломбардија.
Према процени из 2011. у насељу је живело 29 становника. Насеље се налази на надморској висини од 898 м.